# Веласко Альварадо, Хуан
Хуа́н Франси́ско Вела́ско Альвара́до (исп. Juan Francisco Velasco Alvarado; 16 июня 1910, Пьюра — 24 декабря 1977, Лима) — перуанский военный и политический деятель левого толка. Возглавлял Перу в 1968—1975 годах в качестве президента революционной хунты.

## Биография
Родился в городе Пьюра на северном побережье Перу в семье мелкого государственного служащего. Кроме него в семье ещё было 10 детей, впоследствии Веласко Альварадо описывал своё детство как «достойная бедность».
В 1929 году он поступил на службу в перуанскую армию в качестве рядового. За отличия в службе и за отличную дисциплину был отобран для учёбы в военном училище Чоррильос, которое закончил лучшим в своём выпуске. В 1944 году получил высшее военное образование, окончив Высшее военное училище (с 1946 преподавал в нём тактику).
В 1952 году возглавил военное училище, затем училище сухопутных войск, затем штаб 4-го Военно-учебного центра Перу (1955—1958). С 1959 бригадный генерал. Военный атташе Перу в Париже в 1962—1965 годах. С января 1968 — командующий сухопутными войсками и председатель Объединенного командования вооруженных сил.

## Военный переворот и диктатура

### Ход переворота
Поскольку президент Белаунде не имел большинства в Конгрессе, его власть не была достаточно эффективной, а сам он часто вступал в конфликты с парламентом, что не прибавляло стабильности в обществе.
В августе 1968 года администрация президента Белаунде заявила об урегулировании давнего спора с компанией «Стандарт Ойл оф Нью-Джерси» (сейчас бренд принадлежит ExxonMobil). Но у перуанской общественности вызвал гнев факт выплаты компании компенсации, что вынудило правительство уйти в отставку. Ещё большей причиной гнева стала пропавшая страница договора с компанией, в которой содержалось обещание выплат; страница с подписью президента была найдена и показана по телевидению.
В 2 часа ночи 3 октября 1968 года танки бронетанковой дивизии подошли к президентскому дворцу в Лиме и группа офицеров под командованием полковника Гальегоса Венеро арестовала президента. Операция закончилась быстро и без единого выстрела. Спустя несколько часов к восставшим армейским частям присоединились подразделения ВВС и морская эскадра, стоявшая в Кальяо. Экс-президент немедленно был выслан в Аргентину. 

Вечером 3 октября было объявлено, что военная хунта в составе командующих всеми родами войск избрала президентом генерала Xуана Веласко Альварадо.
Руководители переворота во главе с Веласко Альварадо назвали свою администрацию Революционным правительством вооружённых сил. Премьер-министром и военным министром был генерал Эрнесто Монтанье Санчес. Во имя институционной сплочённости военные добились компромисса: представители ВМФ, ВВС и армии поделили между собой министерские посты.
Политический режим в Перу представлял собой по форме военную диктатуру: парламент был распущен, действие конституции приостановлено, законодательная и исполнительная власть принадлежала президенту. Президент и правительство назначались военной хунтой, власть на местах (префектуры всех департаментов) также перешла в руки военных.

### Внутренняя политика
Вооруженные силы, выступавшие как политический институт, разработали доктрину и планы развития страны, базировавшиеся на программном документе «План Инка», датированном 28 апреля 1968 года и впервые полностью обнародованном президентом в послании нации 28 июля 1974 года (авторами считаются четыре полковника — Хорхе Фернандес Мальдонадо, Леонидас Родригес Фигероа, Энрике Гальегос Венеро и Рафаэль Ойос). «План» выдвигал основные задачи революции «по обеспечению интересов и стремлений широких масс нации», предполагал ликвидацию господства олигархических групп, засилья латифундизма в деревне, преодоление зависимости и слаборазвитости, проведение широкой социальной политики, поощрение коллективистских форм собственности, «уничтожение любых форм эксплуатации и построение „общества социальной демократии“». Конкретизация «Плана Инка» давалась в трёх основных документах — «Манифесте революционной хунты», опубликованном в день взятия власти, «Статуте революционного правительства», датированном тем же днем, и «Основных направлениях социально-экономической политики революционного правительства», принятых в декабре 1968 года.
В «Манифесте» говорилось о причинах решения армии взять власть в свои руки, давалась оценка деятельности свергнутого президента Ф. Белаунде Терри и провозглашались цели военного правительства. Главной целью определялась ликвидация зависимости, проистекающей из экономических, финансовых и торговых отношений с развитыми странами. «Статут» определял главные задачи правительства, в том числе преобразование общественных структур, повышение уровня жизни наименее обеспеченных слоев населения, националистический и независимый характер деятельности правительства, достижение союза, согласия и интеграции перуанцев. Согласно «Статуту» президент республики назначался по единодушному решению Революционной хунты и осуществлял функции исполнительной власти посредством издания декретов-законов.
Правительство Веласко Альварадо желало повысить благосостояние бедных слоёв населения и отличалось левой направленностью. Практически сразу после переворота были национализированы все предприятия основных отраслей перуанской промышленности, такие как нефтяная, рыболовная, горнорудная. Железные дороги, авиация и телекоммуникации (51 процентов всех телеканалов, 25 процентов радиостанций), большинство банков и страховых компаний, экспорт хлопка, сахара, табака и минералов также были взяты под контроль государства. Для управления национализированной собственностью были организованы ряд монопольных государственных компаний предотвращающих любое частное вмешательство в эти отрасли. На основе национализированных иностранных компаний 24 июля 1969 года была создана государственная перуанская нефтяная компания PETROPERU, в апреле 1970 года государственное горнорудное предприятие MIPEROPERU, а в ноябре государственное металлургическое объединение SIDERPERU, в ведение которого передавались производство, обработка и коммерческий сбыт стали. В целях координации деятельности всех предприятий госсектора, а также смешанных и частных предприятий была учреждена Финансовая корпорация развития (КОФИДЕ), обладавшая первоначальным капиталом в 15 млрд солей.
Меры в защиту национальных интересов, принятые правительством в конце 1968 и на протяжении 1969 года принесли определенные положительные сдвиги в экономической жизни страны. Уже к середине 1969 г. была зафиксирована стабильность розничных цен, удалось установить контроль над инфляцией, денежным обращением и кредитными операциями. Запасы валюты достигли 175 млн долл. — самого высокого уровня за многие годы. Вместе с тем значительно сократились частные капиталовложения в производство: олигархия не желала участвовать в экономических мероприятиях правительства. Но тем самым она объективно подталкивала военных к более радикальным позициям.
Был утверждён закон о промышленной реформе, который дал работникам частичную собственность их компаний, и, в целом, увеличение доли государства в экономике от 11 до 26 %. Каждое промышленное предприятие обязывалось, в соответствии с законом, ежегодно выделять 10 % прибылей для распределения среди трудящихся. На предприятиях создавались «промышленные общины», представлявшие и защищавшие интересы трудящихся. Они были призваны обеспечить постепенный переход 50 % капитала под контроль рабочих. Было установлено, что капитал общины должен накапливаться за счет ежегодного отчисления до 7 % от суммы чистой прибыли. Эти средства, не облагаемые налогами, должны были вкладываться в фонды предприятия, пока общий фонд общины не составит половины капитала. В результате рабочие должны были стать владельцами этой части суммы как члены промышленной общины. По меньшей мере один представитель общины должен был входить в административный совет предприятия.
Реформа банковского дела 1970 года укрепила финансовые позиции государства. Правительство приобрело крупнейшие банки страны — «Banco popular», «Banco continental» и «Banco internacional», большая часть капиталов которых принадлежала иностранцам. Все эти меры обеспечили государству контроль над 60 % капиталов и банковских операций, вплотную приблизив Перу к установлению государственной монополии над всеми банками. Появилась возможность финансировать аграрную реформу и приступить к созданию государственного сектора в различных отраслях экономики. Нежелание олигархии включиться в программу индустриализации, её выступления против закона о промышленности привели к тому, что РПВС передало под контроль государства предприятий черной и цветной металлургии, химической промышленности, производство удобрений, цемента, бумаги, станкостроение, транспорт, сельскохозяйственное машиностроение, судостроение, энергетику. В январе 1971 г. было создано национальное предприятие ELECTROPERU, объединившее в своих руках производство электроэнергии в стране. В июне 1971 года декрет-закон № 18880 утвердил за государством ведущую роль в освоении и эксплуатации минеральных ресурсов; в ведение государства перешёл экспорт всей продукции горнорудной промышленности и переработки меди. На всех предприятиях этой отрасли были созданы «горняцкие общины» с теми же правами, что у «промышленных» и «рыболовецких общин».
Правительство предприняло попытки ввести в экономическую деятельность и элементы планирования. Была создана комиссия предпринимателей, которая должна была войти в состав «Фронта борьбы с экономической отсталостью» и участвовать в разработке планов развития. Это был один из путей, которые правительство использовало, пытаясь привлечь буржуазию к участию в проводимых им мероприятиях.
Весной 1971 года правительство разработало пятилетний план на 1971—1975 гг. — первый в истории страны план экономического и социального развития. Он был направлен на ускорение темпов проведения аграрной реформы, предусматривал рост промышленного производства и повышение производительности труда, сокращение безработицы, укрепление госсектора и расширение участия работников в прибылях предприятий.
В стране были введены ряд новых государственных праздников, в целом Перу встало на антикапиталистический путь развития.
Правые СМИ были поставлены под контроль и была введена их цензура: ряд радиостанций закрыт, сильное давление оказывалось на печатные издания. В результате многие газетные издательства были изъяты у их владельцев, а самих издателей выслали за границу.
Формулировка основных принципов экономической политики Революционного правительства вооруженных сил (РПВС) была завершена и обнародована в речи Веласко Альварадо на VI латиноамериканской конференции промышленников в апреле 1970 г. Её основные положения, названные впоследствии «доктриной Веласко», сводились к следующему:
 1) основные богатства и природные ресурсы должны принадлежать государству;
 2) экономическое развитие направляется на удовлетворение интересов нации в целом, а не на стремление к наживе отдельных лиц и группировок;
 3) иностранные капиталовложения должны содействовать росту национальной экономики;
 4) указанные мероприятия призваны укреплять независимость страны и улучшать условия жизни народа.
 В соответствии с этой доктриной иностранные предприятия должны были постепенно превращаться в смешанные с определенным ограничением иностранного капитала, а затем — в национальные. Страна по этой доктрине нуждалась в гуманистической и справедливой «диверсифицированной индустриализации, в рамках которой могли бы процветать частные предприятия, кооперативы, самоуправляющиеся предприятия и государственные предприятия…»
Веласко Альварадо разъяснял, что военные защищают «мирную революцию, которая, избегая хаоса и насилия, делает реальным более справедливое распределение богатства, достижение быстрого повышения уровня жизни… большинства». «Чтобы обеспечить справедливое социально-экономическое развитие, нынешние структуры должны быть изменены».
В период с октября 1968 г. до середины 1969 г., который считается начальным периодом деятельности военных, произошла радикальная трансформация традиционной экономической структуры. Её базовым документом стал принятый и декабре 1968 г. план «Основные направления социально-экономической политики революционного правительства», подтверждавший курс на национализацию основных отраслей экономики. Особенно важным в этом плане стала, во-первых, отмена концессий на разведку и добычу нефти и замена их контрактами, которые должны были подписываться с государственным предприятием «Empresa Petrolera Fiscal»; во-вторых, выделение первостепенной роли государства в дальнейшем развитии экономики и участие его в качестве предпринимателя в главных отраслях экономики; в-третьих, стимулирование индустриализации в качестве основы нового экономического курса, опиравшегося на расширение внутреннего рынка, а не на увеличение экспорта.
Ещё одной основой политической и экономической политики была сделана программа радикальной аграрной реформы, которая была похожа на советскую коллективизацию, провозглашённую 1 июня 1969 года, в традиционный День индейца. Веласко Альварадо обратился по радио с речью и подчеркнул, что главный принцип реформы — «земля тем, кто её обрабатывает, а не тем, кто извлекает из земли доходы, не обрабатывая её». В соответствии с реформой в собственность государства переходили все владения, площадь которых превышала следующие пределы, установленные в зависимости от района и качества земли: в районе побережья — 150 га орошаемых, 300 га суходольных и 1500 га естественных пастбищ, в горной местности и сельве — от 15 до 55 га орошаемых земель. Полностью экспроприировались заброшенные, пустующие и плохо обрабатываемые земли. В руки государства переходили и огромные скотоводческие хозяйства предгорий Анд. Компенсация за изымаемые земли устанавливалась на основании официальной оценки. При этом наличными выплачивалась лишь незначительная часть суммы, а остальное — облигациями. Экспроприировалось 90 % земли, находившейся в руках 2 % населения. Все эти действия вызвали недовольство землевладельцев, уверенных в том, что в связи с инфляцией государственные облигации не будут ничего стоить. Однако c 1969 но 1974 год из госбюджета было израсходовано на компенсацию 58,8 млн долл. Значительная часть земли должна была передаваться крестьянам с условием выплаты се стоимости в течение 20 лет. Правительство создало трибунал по борьбе с фальсификаторами земельных документов, перекупщиками и спекулянтами земли. Для борьбы против саботажников аграрной реформы был принят закон, предусматривавший различные меры наказания тем, кто препятствовал её осуществлению, у латифундистов началась конфискация взамен облигаций.
24 июля 1969 года был провозглашен новый важный декрет-закон о водах. Он ликвидировал частную собственность и ранее приобретённые права на воду и устанавливал, что все водные ресурсы без исключения являются собственностью государства.

Уже к октябрю 1969 года крупнейшие латифундии были экспроприированы. Крестьянские кооперативы объединили более 60 тыс. семей, охватив 1 млн. 4 тыс. га земли. В целом задача реформы — экспроприация 14,5 тыс. поместий площадью 10 055 тыс. га — была практически решена. Около 1,5 млн человек (из них 98 % членов кооперативов и 2 % единоличников) получили право на владение землёй. Было распределено 2,2 млн голов скота. На экспроприированных землях было создано 1,5 тыс. крестьянских кооперативов.
Ущемлённая новым курсом олигархия саботировала правительственные программы экономического развития. Большинство предпринимателей отвергли, например, создание промышленных общин. Национальное общество промышленности заявляло, что частный сектор не будет по своей воле помогать политико-экономической системе, которая «занимается уничтожением собственности и частного предпринимательства».
Саботаж частного сектора имел негативные последствия для перуанской экономики. Темпы роста промышленного сектора сократились с 11,4 % в 1970 г. до 9,9 % и 1971 и 6,8 % в 1972 г. В то же время необходимость погашения внешних долгов заставляла правительство срочно изыскивать источники финансирования за границей. Из-за внешнеэкономического давления это оказывалось далеко не лёгким делом. На первую половину 70-х годов общая сумма внешней задолженности выросла в 1,7 раза, что было вызвано факторами внешнего порядка, связанными с мировым топливно-энергетическим и валютно-финансовым кризисом 1973—1975 гг. — ростом цен на импортируемую нефть, сокращением объема и стоимости экспорта, увеличением процентной ставки по выплате внешнего долга.
Уже в ноябре 1968 г. правительство восстановило конституционные гарантии. В декабре 1970 г. Веласко Альварадо подписал декрет о предоставлении амнистии политзаключённым, в том числе и участникам партизанских движений начала и середины 60-х годов, включая предводителя крестьянского восстания троцкиста Уго Бланко. Одновременно были прекращены судебные дела, возбужденные ещё в 1950-е годы против руководителей компартии. В январе 1971 г. правительство официально признало Всеобщую конфедерацию трудящихся Перу. Обращаясь с речью к народу по случаю 2-й годовщины прихода к власти, Веласко Альварадо указал на необходимость создания «механизмов и институтов», которые обеспечили бы «постоянное и конструктивное» участие народа в революционном процессе.
Пытаясь маневрировать во имя сохранения баланса сил в правительстве, Веласко Альварадо подчёркивал «автономность революционного процесса», делал упор на то, что цели революции не имеют ничего общего с коммунизмом и что революцию можно совершить, не используя коммунистического учения.
Постепенно обострялась борьба течений в руководстве страны. В политике правительства всё явственное давала о себе знать сложившаяся на протяжении 1974 — начала 1975 г. группировка правых офицеров «Мисьон». Эта группировка обрела политическое могущество не за счет поддержки в вооруженных силах, а в результате установления контроля над ключевыми постами в правительственных учреждениях. В неё входили министр внутренних дел генерал П. Рихтер Прада, глава СИНАМОС генерал Сала Ороско, глава Национальной системы информации (СИНАДИ) генерал Э. Сегура, начальник национальной разведывательной службы (СИН) генерал Р. Савалета Ривера, министр промышленности контр-адмирал А. Хименес де Лусио, Возглавлял «Мисьон» министр рыболовной промышленности генерал X. Танталеан Ванини. Таким образом, «Мисьон» имела возможность контролировать всю систему печати и телевидение, систему социальной мобилизации, обширный сектор промышленных общин, аппарат МВД и разведки, а кроме того, деятельность ряда профсоюзов. Есть основания предполагать наличие связей «Мисьон» с руководством АПРА и ЦРУ.
В декабре 1974 г. были спровоцированы антиправительственные выступления студентов по всей стране. 1 декабря было совершено покушение на премьер-министра Меркадо Харрина и двух членов правительства.
В феврале 1975 была подавлена попытка мятежа. Президент возложил ответственность за события 3-5 февраля на АПРА и ЦРУ. Не было, однако, проведено никакого расследования причастности к мятежу правого крыла правительства.
За время правления Веласко Альварадо валовой внутренний продукт Перу увеличился в 2,6 раза.
К положительным моментам в правлении Веласко можно также отнести меры его правительства по эмансипации коренного населения страны — индейцев кечуа и аймара. В частности, язык кечуа был признан в качестве второго государственного языка Перу (1975), на нём стали вещать один из телевизионных каналов и несколько радиостанций. В марте 1972 года был принят Закон об образовании (декрет № 19326), провозглашались демократизация образования, его децентрализация, творческий подход к обучению, свобода образования, а также обязательность и бесплатность 9-классного образования. В апреле 1973 года был принят закон о пенсиях, установивший единый срок выхода на пенсию для рабочих и служащих и увеличивший более чем в 3 раза минимальный размер пенсий.

### Внешняя политика
Американская пресса практически сразу после переворота развернула антиперуанскую кампанию, обвиняя военное правительство в «коммунизме» и «насеризме». Веласко Альварадо заявил, что Перу намерено установить дипломатические и торговые отношения со всеми странами, включая социалистические. В конце января 1969 года правительство отменило запрет на поездки в социалистические страны и установило дипломатические отношения с Чехословакией (3 января), Советским Союзом (1 февраля), Кубой и другими социалистическими странами.

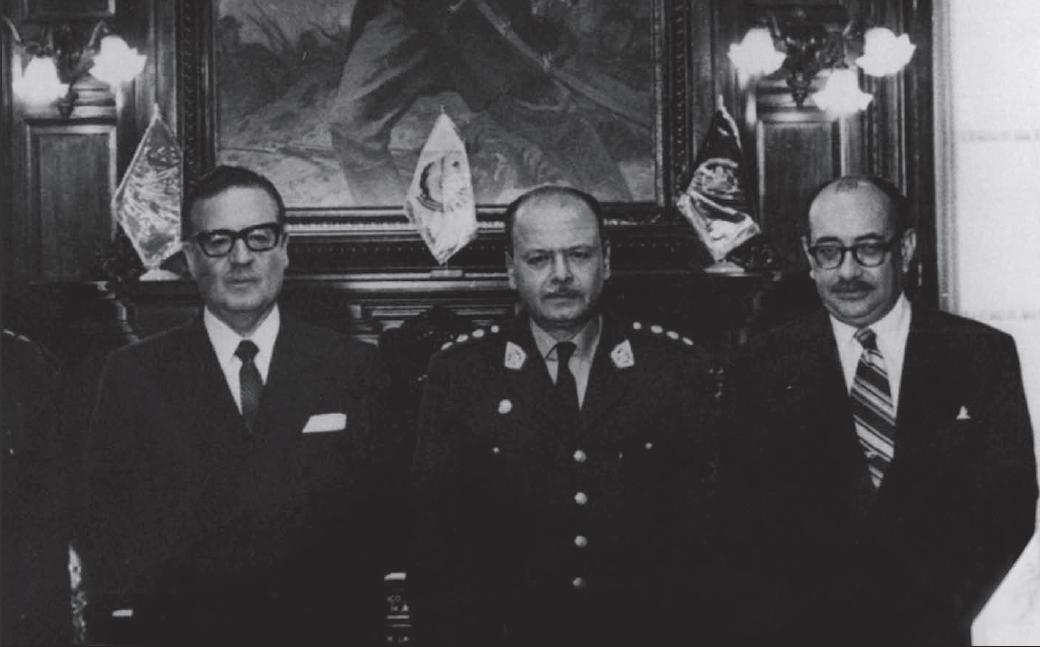
Сальвадор Альенде, Хуан Веласко Альварадо и Клодомиро Альмейда 1970 г., Лима

Внешняя политика Перу при Веласко была переориентирована с США на советский блок и просоциалистические латиноамериканские режимы. Перу стало более активно сотрудничать с Кубой и Советским Союзом, с которым был подписан ряд соглашений, по одному из которых советским судам был разрешён вылов рыбы в исключительной экономической зоне Перу. В страну были приглашены советские советники, о чём было объявлено лично президентом на одной из пресс-конференций в 1973 году, на той же конференции было объявлено о высылке американского Корпуса Мира из Перу. В дальнейшем произошёл ряд конфликтов, связанных с арестом американских рыболовных судов у берегов Перу, отказывавшихся признавать соглашения на вылов рыбы в экономической зоне Перу.

### Конец правления
В результате внешнего и внутреннего давления, экономическая ситуация в стране стала нестабильной, правительство было вынуждено пойти на девальвацию национальной валюты, и всё больше занимало средств за рубежом. Особенно сильный спад был в рыболовстве и сельском хозяйстве из-за саботажа реформ. Браконьерский вылов для производства рыбной муки, важной статьи экспорта в Перу, всё больше истощал рыбные ресурсы и наложился на активизацию Эль Ниньо, что привело к нарушению экосистемы всей страны. Аграрная реформа вызвала всё усиливавшееся сопротивление латифундистов, что привело к нехватке продовольствия и как следствие социальным волнениям.

## Планы по возвращению отторгнутых Чили территорий
Другой главной целью Веласко Альварадо, кроме установления антикапиталистического строя, должно было стать возвращение территорий, потерянных Перу во время войны с Чили.
Распускались слухи, что нападение Перу на Чили начнётся 5 октября 1975 года с массированного нападения с моря, воздуха и с земли. Аугусто Пиночет даже провёл по этому поводу встречу с госсекретарём США Генри Киссинджером. Чилийский диктатор приказал готовиться к превентивной войне против Перу, однако глава его ВВС отверг подобные планы. Сам Веласко Альварадо всегда отрицал наличие каких бы то ни было агрессивных намерений относительно Чили. В 1999 году Пиночет признал, что если бы Перу тогда напала на Чили, то его страна потерпела бы финансовый крах, а перуанские войска достигли бы Копьяпо.

## Свержение
Экономические трудности, вызванные внешним и внутренним сопротивлением проводимым реформам, привели к огромной инфляции, безработице и нехватке продовольствия и, как следствие, к народным волнениям. После подавления народных выступлений в 1974 году, на администрацию Веласко Альварадо всё больше увеличивалось давление со стороны правого крыла военных, что в конце концов привело к военному перевороту 29 августа 1975 года и смещению его со своего поста. Новая военная хунта назначила президентом премьер-министра при последнем правительстве Веласко Альварадо Франсиско Моралеса Бермудеса, который постепенно свернул левые реформы и стал проводить правую политику.
В течение года перед переворотом Веласко Альварадо был серьёзно болен, он пережил два инфаркта, ему был ампутирована нога из-за эмболии. На момент переворота он находился на лечении в зимней президентской резиденции в 20 км к востоку от Лимы. После переворота генерал Веласко немедленно призвал собраться кабинет министров, но, прибыв на встречу, обнаружил, что вернуть власть уже не в его силах. В обращении к нации он объявил о решении не сопротивляться перевороту, потому что «перуанцы не могут бороться друг против друга».
После отставки вёл себя сдержанно и не принимал активного участия в политике. Умер 24 декабря 1977 года в возрасте 67 лет.